# خوان ویتالیانو
خوان ویتالیانو (انگلیسی: Juan Vitagliano؛ زادهٔ ۵ ژوئن ۱۹۸۰) بازیکن فوتبال است.